# Stipe Buljan
Stipe Buljan (ur. 21 września 1983 w Našicach) – chorwacki piłkarz, który w trakcie swojej kariery grał na pozycji obrońcy.